# Noflaye
Noflaye est une localité du Sénégal, située à environ 35 km de Dakar.

## Histoire
Le nom du village signifie « lieu de repos » en langue wolof.

## Administration
Noflaye fait partie de la communauté rurale de Sangalkam dans le département de Rufisque (région de Dakar).

## Géographie
Les localités les plus proches sont Ndiekhirat Ndlobene, Ngueundouf, Ndiougouye, Diaksaw Peul et Ndiekhirat Peul.

### Population
La localité compte un millier de personnes. La plupart sont Peuls, mais d'autres groupes ethniques du Sénégal (Wolofs, Sérères) sont également représentés.

## Activités économiques
Les ressources locales reposent sur l'élevage et l'agriculture.
Le centre de protection des tortues du Sénégal (parfois appelé Village des Tortues) est un centre voué à la préservation et à la reproduction des tortues, sur le modèle de celui de Gonfaron.
Il est situé à l'entrée de la presqu'île du Cap-Vert (Sénégal), au nord du village de Noflaye, dans la Réserve spéciale botanique de Noflaye.